# Saint-Girons
Saint-Girons (okcitansko Sent Gironç) je naselje in občina v južni francoski regiji Jug-Pireneji, podprefektura departmaja Ariège. Leta 2006 je naselje imelo 6.533 prebivalcev.

## Geografija
Kraj se nahaja v pokrajini Languedoc ob reki Salat in njenih dveh pritokih Lez in Baup, 40 km zahodno od središča departmaja Foix.

## Uprava
Saint-Girons je sedež istoimenskega kantona, v katerega so poleg njegove vključene še občine Alos, Castelnau-Durban, Clermont, Encourtiech, Erp, Esplas-de-Sérou, Eycheil, Lacourt, Lescure, Montégut-en-Couserans, Moulis, Rimont in Rivèrenert z 9.925 prebivalci.
Naselje je prav tako sedež okrožja, sestavljenega iz kantonov Castillon-en-Couserans, Massat, Oust, Saint-Girons, Saint-Lizier in Sainte-Croix-Volvestre s 26.033 prebivalci.